# Кульгеши
Кульге́ши (чув. Кӗлкеш) — деревня Урмарского района Чувашской Республики. В рамках организации местного самоуправления входит с 2023 года в Урмарский муниципальный округ. До 2023 года — в составе Кульгешского сельского поселения. Население 229 человек (2015), преимущественно чуваши.

## География
Расположена в северо-восточной части региона, в пределах Чувашского плато, на расстоянии 60 км от Чебоксар, 8 км до райцентра Урмары.

### Климат
В деревне, как и во всём районе, климат умеренно континентальный с продолжительной холодной зимой и довольно тёплым сухим летом. Средняя температура января −13 °C; средняя температура июля 18,7 °C. За год выпадает в среднем 400 мм осадков, преимущественно в тёплый период. Территория относится к I агроклиматическому району Чувашии и характеризуется высокой теплообеспеченностью вегетационного периода: сумма температур выше +10˚С составляет здесь 2100—2200˚.

## История
Население деревни в 1724—1866 годах составляли государственные крестьяне, занимавшиеся земледелием и животноводством. В 1896 году в деревне открыта школа грамоты. В 1930 году образован колхоз «Комбайн».

### Административно-территориальная принадлежность
Входила (с 2004 по 2022 гг.) в состав Кульгешского сельского поселения муниципального района Урмарский район.
К 1 января 2023 года обе муниципальные единицы упраздняются и деревня входит в Урмарский муниципальный округ.

## Население
| 2010 | 2012 | 2015 |
| ---- | ---- | ---- |
| 245  | ↗304 | ↘229 |

## Инфраструктура
Личное подсобное хозяйство. Основа экономики — сельское хозяйство 
Кульгешская основная общеобразовательная школа им. Н. А. Афанасьева, Дом культуры.

## Транспорт
Деревня доступна автотранспортом.